# La chica de New Waterford
La chica de New Waterford (New Waterford Girl) es una película canadiense de tragicomedia lanzada en 1999, dirigida por Allan Moyle, producida por Jennifer Kawaja y Julia Sereny. Protagonizada por Liane Balaban junto a Tara Spencer-Nairn y Mary Walsh. Fue rodada en New Waterford, Nueva Escocia, Canadá.